# An American Citizen
An American Citizen è un film muto del 1914 sceneggiato e diretto da J. Searle Dawley.
La sceneggiatura di Searle Dawley si basa sulla commedia della commediografa inglese Madeleine Lucette Ryley (1859-1934). Lo spettacolo di Broadway era andato in scena al Knickerbocker Theatre l'11 ottobre 1897.

## Trama
Due agenti di cambio, Beresford Cruger e Peter Barbury, sono costretti a dichiarare bancarotta quando Egerton Brown, il loro socio disonesto, sottrae alla società ottanta mila dollari, sparendo nel nulla. Beresford potrebbe entrare in possesso di una piccola eredità lasciatagli da uno zio inglese se dimostrasse da aver sposato una donna inglese. Ma Beresford che, per andare a cercare una moglie dovrebbe lasciare il paese, è restìo a perdere la cittadinanza degli Stati Uniti e non sa che pesci pigliare. Fino a che non arriva dall'Inghilterra sua cugina Beatrice, diseredata perché si è innamorata di un americano. Peter convince i due cugini a sposarsi tra di loro per convenienza, in modo da poter entrare ambedue in possesso dei loro soldi.
Dopo varie disavventure, i due - sposi loro malgrado - capiscono di amarsi. Beresford investe la sua eredità nel Wyoming, contento di poter restare americano senza altri problemi.

## Produzione
Il film fu prodotto dalla Famous Players Film Company.

## Distribuzione
Distribuito dalla Famous Players Film Company, uscì nelle sale cinematografiche USA il 10 gennaio 1914